# Inga enterolobioides
Inga enterolobioides é uma espécie vegetal da família Fabaceae.
Árvore provável de floresta tropical, sem dados concretos sobre sua situação e localização na natureza. As únicas informações existentes são da coleção botânica na cidade do Rio de Janeiro, no Brasil.